# Seoul Metro Corporation
Seoul Metro Corporation era la società pubblica che gestiva la parte urbana delle linee dalla 1 alla 4 della metropolitana di Seul. Il 31 maggio 2017 è stata fusa con la SMRT in Seoul Metro.

## Linee
| Colore                                     | Nome    | Sezione                              | Lunghezza |
| ------------------------------------------ | ------- | ------------------------------------ | --------- |
|                                            | Linea 1 | Seul - Cheongnyangni                 | 7.8 km    |
|                                            | Linea 2 | Linea circolare: Sicheong - Sicheong | 60.2 km   |
| Diramazione Seongsu: Seongsu - Sinseoldong | Linea 2 |                                      | 60.2 km   |
| Diramazione Singil: Sindorim - Kkachisan   | Linea 2 |                                      | 60.2 km   |
|                                            | Linea 3 | Jichuk - Ogeum                       | 38.2 km   |
|                                            | Linea 4 | Danggogae - Namtaeryeong             | 31.7 km   |